# Matthias Winde
Matthias Winde (* 12. Dezember 1952 in Erfurt) ist ein deutscher Schauspieler.

## Leben
Matthias Winde besuchte von 1965 bis 1970 das Musikgymnasium Schloss Belvedere in Weimar und studierte von 1970 bis 1973 das Fach „Posaune“ an der dortigen Hochschule für Musik. Im Anschluss daran nahm er ein Studium an der Theaterhochschule Leipzig auf. 1977, im Jahr seines Abschlusses, trat Winde sein erstes Engagement am Theater Erfurt an. 2003 wechselte er an das Stadttheater Ingolstadt, dessen Ensemble er bis 2009 angehörte. Seitdem ist er freischaffend tätig und spielte gastweise am Meininger Theater, am Nationaltheater Weimar, am Schauspiel Leipzig, am Landestheater Eisenach sowie am Staatstheater Kassel. Derzeit (2024) hat Winde ein Engagement am Theater Rudolstadt.
Winde spielte die Titelrollen in Carlo Goldonis Diener zweier Herren und in Cyrano de Bergerac von Edmond Rostand. In Erfurt war er der Faust in Johann Wolfgang von Goethes gleichnamiger Tragödie, in Erfurt verkörperte er den Mephisto. Mit dem Kontrabaß von Patrick Süskind und Die Sternstunde des Josef Bieber von Eberhard Streul stand Winde in zwei Monologen auf der Bühne. Weitere Rollen hatte er unter anderem in Nikolai Gogols Revisor, als Schlomo Herzl in George Taboris Groteske Mein Kampf und als Titus Feuerfuchs im Talisman von Johann Nestroy. Auch in Musicals tritt Winde auf und war hier in der Vergangenheit der Milchmann Tevje in Anatevka von Jerry Bock und Joseph Stein und Fred Graham in Cole Porters Kiss Me, Kate.
Seit Ende der 1980er-Jahre arbeitet Winde auch für Film und Fernsehen. Sein Debüt gab er in einer Folge der DFF-Serie Die gläserne Fackel. Es folgten vereinzelt weitere Aufgaben im Polizeiruf 110 und im Tatort. Nebenrollen hatte er in Produktionen wie Wer küsst schon einen Leguan? und Smaragdgrün.
Matthias Winde lebt in Erfurt.

## Filmografie
- 1984: O Buchenwald (Sprecher)
- 1989: Die gläserne Fackel – Wendepunkte
- 1998: Polizeiruf 110 – Rot ist eine schöne Farbe
- 2002: Wie verliebt man seinen Vater?
- 2004: Die Hollies
- 2004: Besser als Schule
- 2004: Wer küsst schon einen Leguan?
- 2005: Der Dicke – Der Preis der Ehre
- 2006: Tatort – Sonnenfinsternis
- 2006: Liebe auf vier Pfoten
- 2007: Heimweh nach drüben
- 2009: Tatort – Falsches Leben
- 2010: Gräfliches Roulette
- 2012: In aller Freundschaft – Bewährungsproben
- 2012: Die Vierte Gewalt
- 2012: Akte Ex – Im Rausch der Ermittlungen
- 2012: Für Elise
- 2016: Smaragdgrün

## Theater (Auswahl)
Städtische Bühnen Erfurt
- 1977: Siegfried Baumgart: Frech wie Oscar (ohne Rollenangabe) – Regie: Klaus Schleiff
- 1977: Ariano Suassuna: Das Testament des Hundes oder Das Spiel Unserer Lieben Frau, der Mitleidvollen (Räuber / Dämon / Leibwächter des Antonio Morais) – Regie: Ekkehard Kiesewetter
- 1978: Heinrich von Kleist: Der zerbrochene Krug (Ruprecht) – Regie: Fritz Westphal
- 1978: Maria Clara Machado: Die kleine Hexe, die nicht böse sein konnte (Seine erhabene Niedertracht, Hexenmeister) – Regie: Barbara Abend
- 1978: Lope de Vega: Die berühmte Komödie vom Galan Castrucho (Camillo) – Regie: Peter Sodann
- 1978: Wladimir Tendrjakow: Die Nacht nach der Abschlußfeier (Igor Prouchow) – Regie: Ekkehard Kiesewetter
- 1978: Bertolt Brecht: Alle Laster sind zu etwas gut (ohne Rollenangabe) – Regie: Klaus Schleiff
- 1978: Gotthold Ephraim Lessing: Minna von Barnhelm (ein Bedienter) – Regie: Barbara Abend
- 1979: Alonso Alegría: Die Überquerung des Niagara-Falls (Carlo) – Regie: Klaus Schleiff
- 1980: Peter Hacks: Armer Ritter (Gurlewanz) – Regie: Ekkehard Kiesewetter
- 1980: Aristophanes: Lysistrate (Spartaner / Chor der alten Männer) – Regie: Ekkehard Kiesewetter
- 1980: Jean Anouilh: Becket oder Die Ehre Gottes (der König) – Regie: Barbara Abend
- 1980: Heinrich Heine: Blamier mich nicht, mein liebes Kind (ohne Rollenangabe) – Regie: Klaus Schleiff
- 1981: Frances Goodrich / Albert Hackett: Das Tagebuch der Anne Frank (Peter) – Regie: Dieter Seidel
- 1981: Friedrich Schiller: Kabale und Liebe (Wurm, Haussekretär des Präsidenten) – Regie: Barbara Abend
- 1982: Georg Kreisler: Lola Blau (Sprecher) – Regie: Klaus Schleiff
- 1982: Michail Schatrow: Blaue Pferde auf rotem Grund (Alexej Lenkow / Tichonow-Liguwoi) – Regie: Ekkehard Kiesewetter
- 1982: Harald Gerlach: Held Ulysses (Marcolfus) – Regie: Horst Ruprecht (Uraufführung)
- 1983: Alexej Arbusow: Mein armer Marat (Marat) – Regie: Jefim Chigerowitsch
- 1983: Joachim Knauth: Die Nachtigall (als Kaiser) – Regie: Christine Krüger
- 1983: Peter Ensikat: Dornröschen (Küchenjunge) – Regie: Norbert Wendler
- 1983: Johann Nestroy: Der Talisman (Titus Feuerfuchs) – Regie: Ekkehard Kiesewetter
- 1984: Arthur Laurents / Leonard Bernstein: West Side Story (Riff, The Jets) – Regie: Manfred Straube
- 1984: Heiner Maaß / Peter M. Schneider: Die drei Musketiere (D’Artagnan) – Regie: Klaus Schleiff
- 1985: William Shakespeare: Wie es euch gefällt (Amiens/Musiker) – Regie: Klaus Stephan
- 1985: Heinrich Mann: Die traurige Geschichte von Friedrich dem Großen (Kronprinz Friedrich) – Regie: Ekkehard Kiesewetter
- 1986: Arthur Kopit: Das Ende der Welt (Michael Trent) – Regie: Klaus Schleiff
- 1986: Ariane Mnouchkine: Mephisto (Hans Miklas) – Regie: Klaus Stephan
- 1986: Franz Pocci: Muzl, der gestiefelte Kater (Peter) – Regie: Klaus Stephan
- 1987: Christoph Hein: Lassalle fragt Herrn Herbert nach Sonja (Julius Vahlteich) – Regie: Ekkehard Emig (DDR-Erstaufführung)
- 1988: Nikolai Wassiljewitsch Gogol: Der Revisor (Chlestakow) – Regie: Ekkehard Emig
- 1988: Peter Shaffer: Amadeus (Zwei Venticelli „Lüftchen“) – Regie: Ekkehard Kiesewetter
- 1989: Johann Wolfgang von Goethe:  Urfaust (Wagner/Siebel) – Regie: Matthias Brenner
- 1989: Georg Kaiser: Zwei Krawatten (Jean) – Regie: Klaus Schleiff
- 1990: Nikolai Erdmann: Der Selbstmörder (Aristarch Dominikowitsch Grand-Skubik) – Regie: Matthias Brenner
- 1990: Vaclav Havel: Sanierung (Plechanov) – Regie: Klaus Stephan / Matthias Brenner
- 1990: Vaclav Havel: Die Benachrichtigung (Dr. Stenek Kunz) – Regie: Ekkehard Kiesewetter
- 1991: William Shakespeare: Ein Sommernachtstraum (Theseus, Herzog von Athen) – Regie: Matthias Brenner
- 1991: Edward Albee: Alles im Garten (Richard) – Regie: Karlheinz Welzel
- 1991: Volker Ludwig: Linie 1 (Erich, exotischer Ausländer) – Regie: Goswin Moniac
- 1991: Gerdt von Bassewitz: Peterchens Mondfahrt (Regenfritz) – Regie: Marcus Everding
- 1992: Carl Zuckmayer: Der Hauptmann von Köpenick (Adolf Wormser / 1. Beamter / Kommissar) – Regie: Ekkehard Kiesewetter
- 1992: Klaus Stephan: Klappe zu, Affe tot (Kasper Meier) – Regie: Klaus Stephan (Uraufführung)
- 1992: William Shakespeare: Was ihr wollt (Junker Christoph von Bleichenwang) – Regie: Dietrich Taube
- 1992: Woody Allen: A Midsummer Night’s Sex Commedy (Andrew) – Regie: Klaus Stephan
- 1992: Max Frisch: Andorra (Der Pater) – Regie: Horst Mentzel
- 1992: Howard Ashman: Der kleine Horrorladen (Seymour) – Regie: James Brookes
- 1993: Friedrich Schiller: Die Räuber (Schweizer) – Regie: Klaus Stephan
- 1993: Bertolt Brecht: Der gute Mensch von Sezuan (Arbeitsloser) – Regie: Klaus Stephan
- 1994: Jean Baptiste Molière: Der Geizige (Meister Jacques) – Regie: Klaus Stephan
- 1994: Sophokles: König Ödipus (Bote) – Regie: Götz Brandt